# Ivan Čvorović
Ivan Čvorović (en serbe : Иван Чвopoвић, en bulgare : Иван Чворович), né le 15 juin 1985 à Belgrade en Yougoslavie, est un footballeur international bulgare, qui évolue au poste de gardien de but.

## Biographie

### Carrière en club
Ivan Čvorović dispute un match en Ligue Europa, et un match en Coupe Intertoto,.

### Carrière internationale
Ivan Čvorović compte une sélection avec l'équipe de Bulgarie en 2012. 
Il est convoqué pour la première fois en équipe de Bulgarie par le sélectionneur national Liouboslav Penev, pour un match amical contre les Pays-Bas le 26 mai 2012. Il entre à la 72e minute de la rencontre, à la place de Stoyan Kolev. Le match se solde par une victoire 2-1 des Bulgares.

## Palmarès
- Avec le Ludogorets Razgrad
  - Champion de Bulgarie en 2013, 2014 et 2015
  - Vainqueur de la Coupe de Bulgarie en 2014
  - Vainqueur de la Supercoupe de Bulgarie en 2014
- Avec le Botev Plovdiv
  - Vainqueur de la Coupe de Bulgarie en 2017